# Chiljido
Chiljido (kor. 칠지도, hancha 七支刀, jap. Shichishitō 七支刀 lub Nanatsusaya no tachi 七枝刀) – przechowywany w chramie Isonokami w japońskim mieście Tenri miecz o siedmiu odgałęzieniach (a właściwie ceremonialna włócznia), będący najstarszym znanym koreańskim zabytkiem epigraficznym.
Miecz został odnaleziony w skarbcu chramu w 1873 roku. Wykonany jest ze stali. Zabytek ma 74,8 cm długości (9,3 cm głownia i 65,5 cm ostrze) i grubość 4-5 mm. Na jego powierzchni wyryto inkrustowaną złotem 61-znakową inskrypcję (34 znaki z jednej strony i 27 z drugiej). Zgodnie z jej treścią, został podarowany w 369 roku władcy japońskiemu przez króla Baekje. Część badaczy utożsamia artefakt ze wspomnianym w kronice Nihon-shoki mieczem, jaki miała otrzymać w darze od Koreańczyków cesarzowa Jingū.